# تیم ملی بسکتبال زنان فنلاند
تیم ملی بسکتبال زنان فنلاند، نماینده فنلاند در مسابقات بین‌المللی بسکتبال زنان است. این تیم در مجموع ۵ حضور در ورژن‌های مختلف مسابقات قهرمانی بسکتبال زنان اروپا بین سال‌های ۱۹۵۲ تا ۱۹۵۷ داردکه ۶ برد و ۳۴ باخت کسب کرده است.